# 清华大学求真书院
清华大学求真书院（Qiuzhen College）是清华大学下属的一个书院。2021年初，清华大学在本科人才培养体系中另辟特区，设立以培养数学领军人才为唯一使命目标的实体单位——“求真书院”，将“数学领军计划”和“数学英才班”全部纳入求真书院统筹实施，由丘成桐先生担任院长。

## 历史
- 2021年1月1日，清华大学启动丘成桐数学科学领军人才培养计划（以下简称“数学领军计划”）。面向全球招收中学阶段综合优秀且具有突出数学潜质及特长的学生进行选拔及培养，从本科连续培养至博士研究生阶段，致力于培养未来数学及相关领域的领军人才。[2]
- 2021年3月1日，清华大学印发《关于成立清华大学求真书院的通知》。通知称：为保障丘成桐数学科学领军人才培养计划顺利开展，决定成立清华大学求真书院。[2]
- 2021年4月20日下午，清华大学求真书院成立仪式暨书院院长聘任仪式在主楼接待厅举行，原全国政协副主席陈元先生出席仪式并致辞。[1]校党委书记陈旭为国际著名数学家、菲尔兹奖得主、清华大学丘成桐数学科学中心主任丘成桐颁发了求真书院院长聘书。[2]求真书院积极践行丘成桐先生所倡导的数学领军人才计划的理念和设想，强调数学领军人才教育要从“娃娃”抓起，用科学的方法尽早找到这些“数学苗子”。用丘成桐先生的说法，求真书院正如“黄埔军校”为中国早期民主革命培养了诸如陈赓、林彪、徐向前等军事人才一样，致力于培养中国科学界的“将才”，引领和带动中国以至世界数学、理论物理等基础学科领域的发展。[1]

## 丘成桐数学科学领军人才培养计划
2020年10月，丘成桐先生向习近平总书记主动请缨，以“为国家培育一批基础科学人才，使得中国的科技从根源上改变，成为领导全球科技大国之一”作为回国工作的唯一的愿望，担起国家数学领军人才培养的重任。2020年底，在习近平总书记的直接关怀下，由丘成桐先生所提议的“丘成桐数学科学领军人才培养计划”（以下简称“数学领军计划”）在清华大学开始实施。“数学领军计划”力求汇集国家宝贵的数学人才资源并在全球范围内吸引最优秀的数学英才，期望未来10年能有一批中国本土培养的世界数学前沿的领军人才从这个计划中成长起来。

## 丘成桐数学英才班
2018年2月教育部批复清华大学开设“丘成桐数学英才班”（以下简称“英才班”），选拔培养优秀数学拔尖人才。英才班的根本任务是培养学生数学核心素养和数学意识，带领学生了解数学的发展历史和前沿研究，打牢数学基础，提升学生对数学更深领域的探索能力和创新意识，帮助他们尽早成长为国际数学领域的杰出人才。